# رون إيفانز
رون إيفانز (22 يوليو 1922 في المملكة المتحدة - 16 يونيو 1993 في المملكة المتحدة) (بالإنجليزية: Ron Evans)‏ هو لاعب كريكت بريطاني (وحمل سابقاً جنسية المملكة المتحدة لبريطانيا العظمى وأيرلندا). لعب مع نادي مقاطعة ساسكس للكريكت ‏.

## وصلات خارجية
- رون إيفانز على موقع إي آس بي آن كريك إنفو (الإنجليزية)